# Шамбре (Мозель)
Шамбре́ (фр. Chambrey) — коммуна во французском департаменте Мозель региона Лотарингия. Относится к  кантону Шато-Сален.	

## География
Шамбре расположен в 45 км к юго-востоку от Меца и в 25 км к северо-востоку от Нанси. Стоит между Нанси и Шато-Сален. Соседние коммуны: Шато-Сален на северо-востоке, Салонн на востоке, Безанж-ла-Гранд на юге, Сорневиль и Монсель-сюр-Сей на юго-западе, Петтонкур и Аттийонкур на западе.

## История
- Деревня была в ведении епископа Меца и бальяжа Вик-сюр-Сей.
- Коммуна была оккупирована Германией в 1870 году в ходе франко-прусской войны и была пограничной вплоть до конца Первой мировой войны, когда вновь вошла в состав Франции. Однако, в ходе сражения в сентябре 1914 года была почти полностью разрушена.

## Демография
По переписи 2007 года в коммуне проживало 335 человек.

## Достопримечательности
- Имперский вокзал Шамбре был построен немцами в 1873 году, когда коммуна отошла к Германской империи, как символ величия империи для проезжающих из Франции со стороны Нанси.
- Военное кладбище времён Первой мировой войны.
- Развалины замка Шамбре.